# Acomys seurati
Acomys seurati es una especie de roedor de la familia Muridae.

## Distribución geográfica
Se encuentra en Argelia.

## Hábitat
Su hábitat natural son: zonas rocosas y desiertos calientes.